# Lindau (huyện)
Lindau là một huyện (Landkreis) ở bang Bayern, Đức; thủ phủ là thành phố Lindau. Các đơn vị giáp ranh (từ phía đông theo chiều kim đồng hồ) là: Oberallgäu, Áo (bang Vorarlberg), hồ Constance và bang Baden-Württemberg (các huyện Bodensee và Ravensburg).
Huyện được lập năm 1938, sau thế chiến 2, huyện trở thành vùng bị Pháp chiếm đóng còn khu vực còn lại của bang Bayern do Mỹ chiếm đóng..
Phía tây nam huyện giáp hồ Constance

## Thị xã và đô thị
| Thị xã                            | Đô thị | |
| --------------------------------- | --- | --- |
| 1. Lindau 2. Lindenberg im Allgäu | 1. Bodolz 2. Gestratz 3. Grünenbach 4. Heimenkirch 5. Hergatz 6. Hergensweiler 7. Maierhöfen 8. Nonnenhorn | 1. Oberreute 2. Opfenbach 3. Röthenbach 4. Scheidegg 5. Sigmarszell 6. Stiefenhofen 7. Wasserburg am Bodensee 8. Weiler-Simmerberg 9. Weißensberg |